# Peltosaari (ö i Kajanaland, Kehys-Kainuu, lat 64,41, long 29,57)
Peltosaari är en ö i Finland. Den ligger i sjön Välijärvi och i kommunen Kuhmo i den ekonomiska regionen  Kehys-Kainuu  och landskapet Kajanaland, i den centrala delen av landet, 500 km nordost om huvudstaden Helsingfors. Öns area är 3,3 hektar och dess största längd är 0,5 kilometer i öst-västlig riktning.